# Madras (Oregon)
Madras – miasto w Stanach Zjednoczonych, w stanie Oregon, siedziba administracyjna hrabstwa Jefferson.